# Gut Lundsgaard

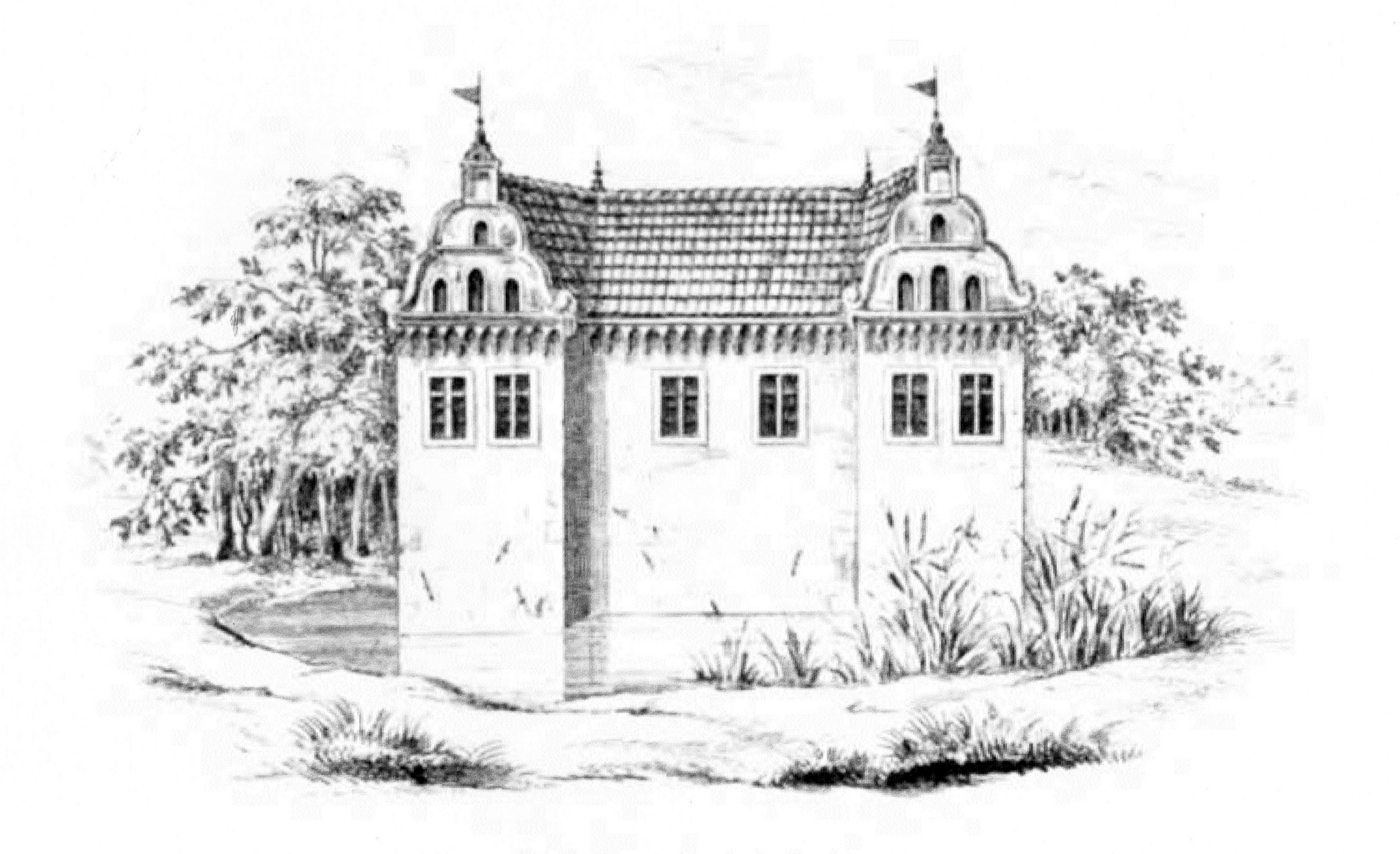
Das alte Gutshaus aus der zweiten Hälfte des 16. Jahrhunderts

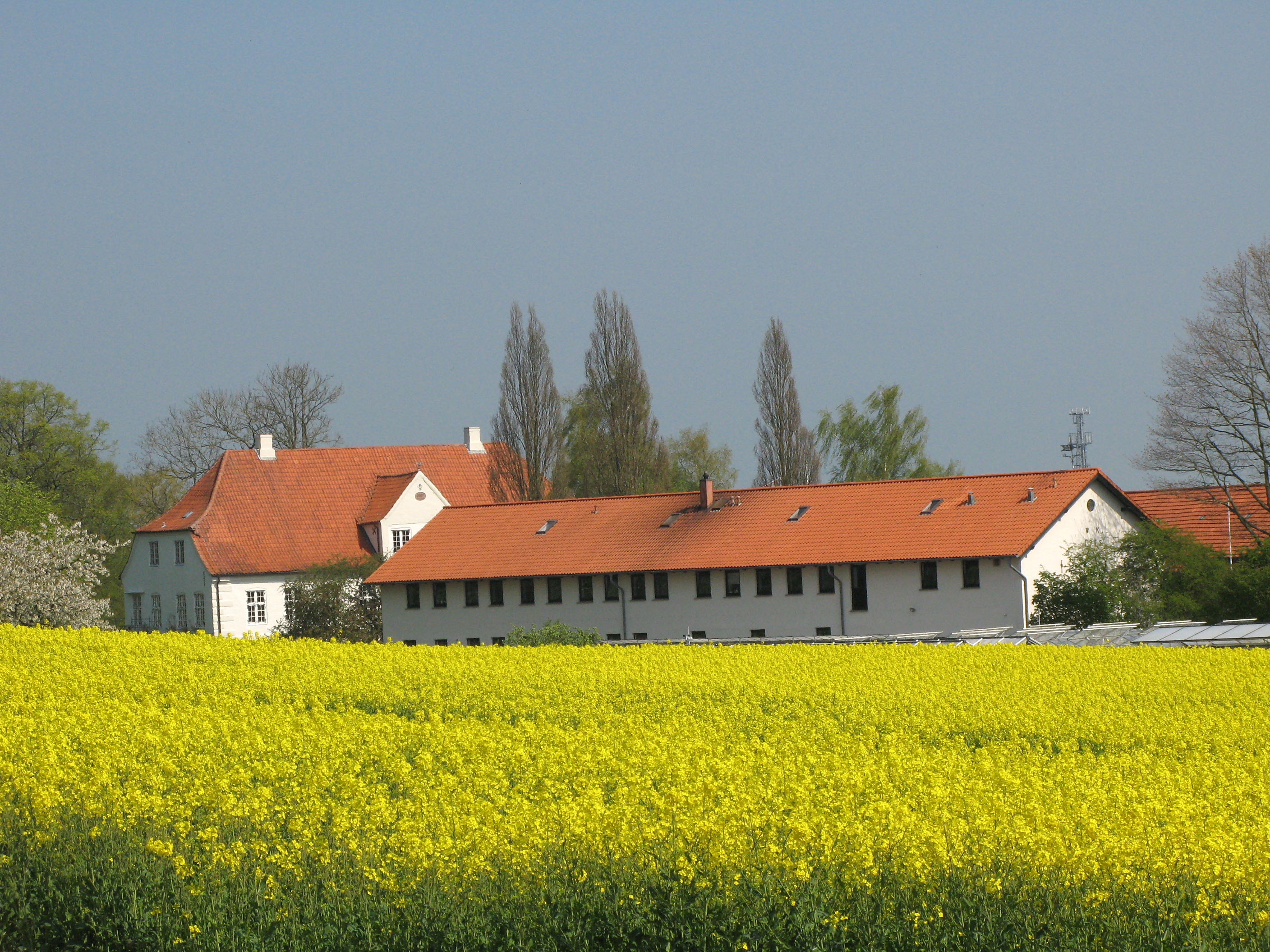
Gut Lundsgaard, Blick aus der Ferne

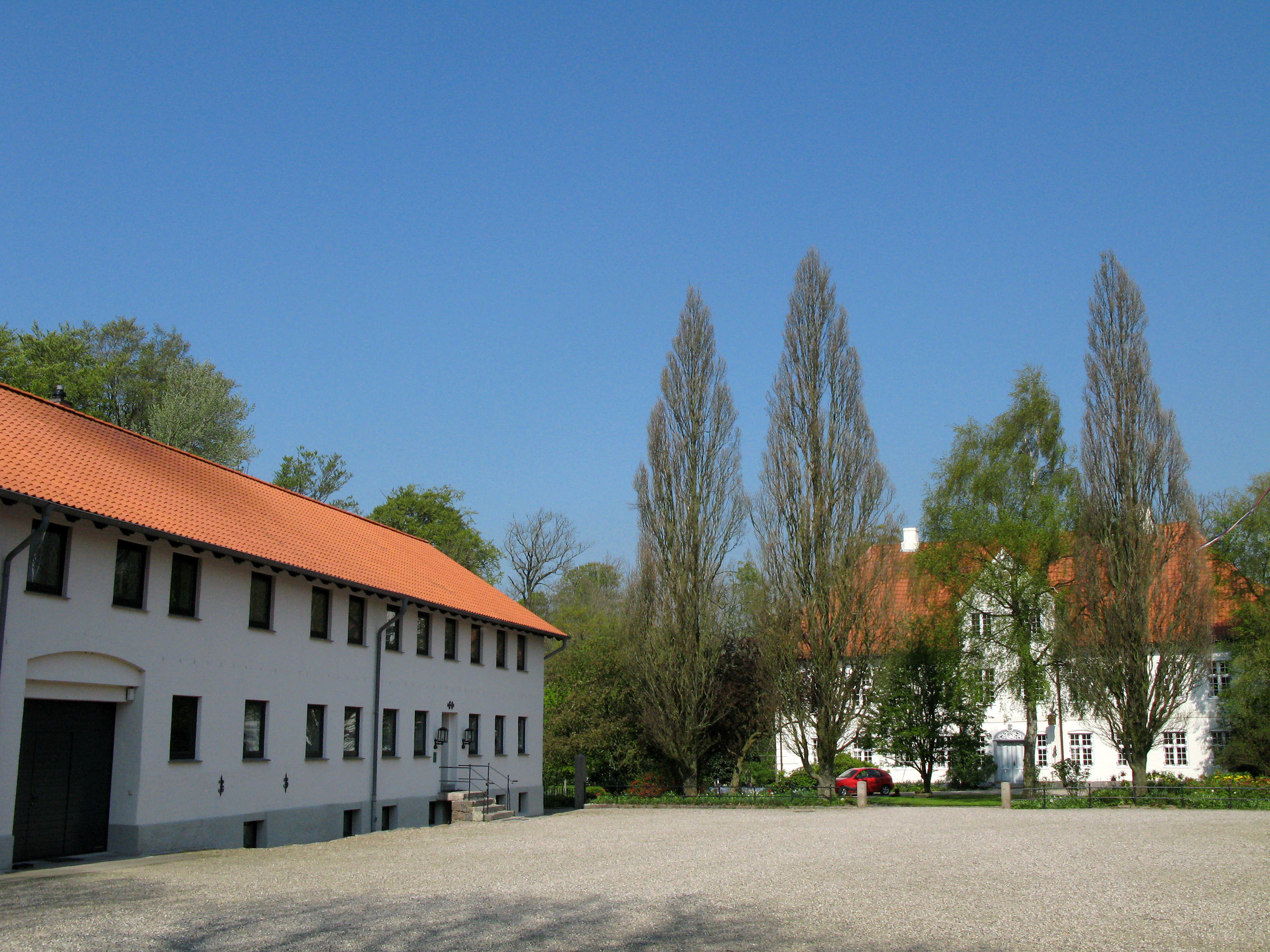
Gut Lundsgaard, Haupthaus und linker Flügel

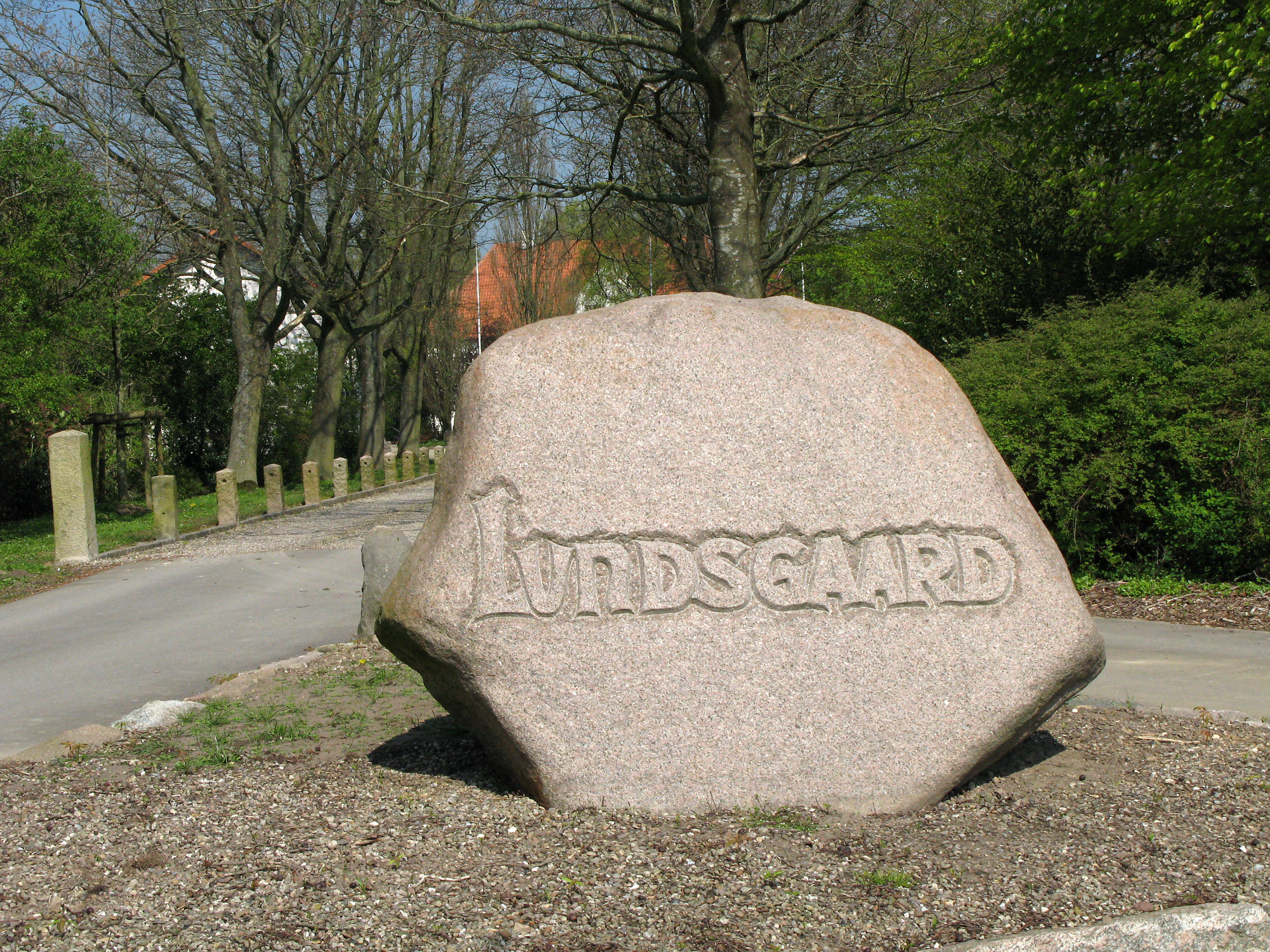
Gut Lundsgaard, Zufahrt

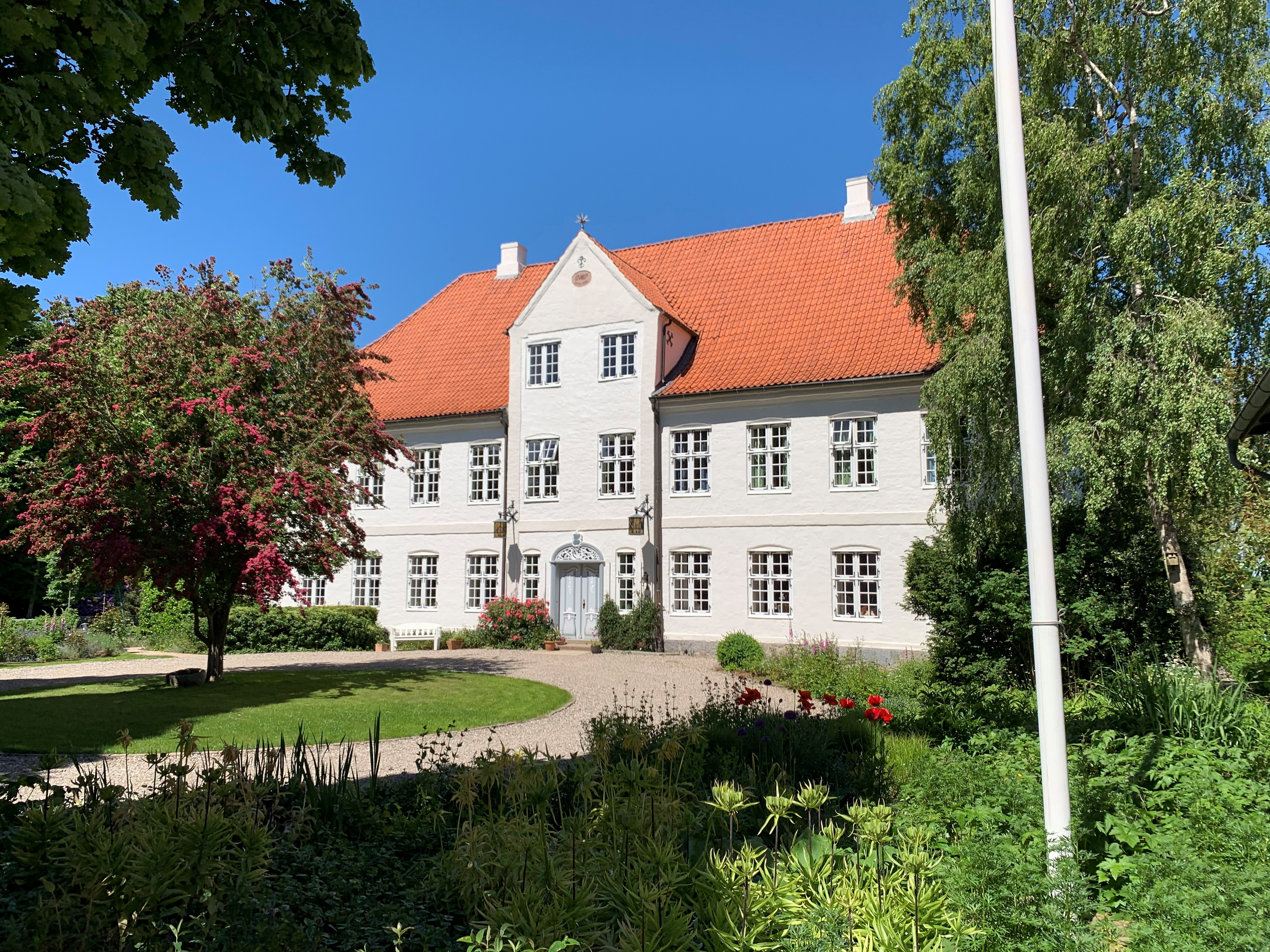
Blick auf das Herrenhaus

Das adlige Gut Lundsgaard (früher Grünhof und  Grumtoft) liegt in Grundhof in Nordangeln Kreis Schleswig-Flensburg in Schleswig-Holstein.

## Allgemeines
Im 15. Jahrhundert lebte hier der Ritter Erik Nielssen auf einer Burg mit Wassergraben, die weiten Blick und Schutz bis hin zur Ostsee gab. Doch sein Lehnsherr, der Herzog von Schleswig Adolph I., entzog ihm das Lehen wegen einer Mordtat und übergab es seinem Knappen Jürgen Lund (vor 1448). Die frühe Burg mit Ursprung im 12. Jahrhundert gehörte zu der Kette von Herrnmannsburgen, also Burgen beziehungsweise genauer Motten von Schleswiger Adeligen, die Dienstmannen des Herrn, also Herzogs waren, die vor Angriffen der Wenden von See her schützen sollten.
Im 16. Jahrhundert kam das Gut in den Besitz von Wolf Claussen von der Wisch, der auch die Güter Voldewraa und Roest besaß. 1540–1578 gehörte es seinen Söhnen Matthias und Moritz von der Wisch.
Danach übernahm das starke Adelsgeschlecht der Rantzau die Herrschaft. Sie besaßen 71 Burgen und Güter. 1564 ließ Andreas Rantzau die Turmburg abtragen und das neue Herrenhaus errichten. Überliefert sind noch ein Kupferstich und ein Ölgemälde (1586). Es fiel 1730 einem Brand zum Opfer. Zwischen 1730 und 1757 gab es ein zweites Herrenhaus, von dem leider kein Zeugnis bleibt. Sohn Hans Rantzau befand sich 1600 offenbar in Geldsorgen, so dass ein gewisser Segebrand von Mahrenholz als Besitzer auftauchte. Er stiftete 1606 der Kirche in Grundhof die Kanzel.
Nun wechselte Lundsgaard fast unaufhörlich den Besitzer. Erst 1722 kam es wieder in die Hände derer von Wisch. Das Gut wurde im Jahre 1787 durch Sophie Henningia von der Wisch in 80 Parzellen geteilt und die beiden Meierhöfe Grüneberg und Voldewraa abgetrennt und verkauft. Damals waren es 1301 Heitscheffel (etwa 390 ha).
Im Jahre 1861 pachtete Henning August Karstens Lundsgaard. Zehn Jahre später kaufte die Familie das Gut (1871). Sein Sohn Wilhelm Nikolaus Karstens legte umfangreiche Obstplantagen zur Produktion von Obstwein an. 1908 ging das Gut auf seinen Schwiegersohn Asmus Petersen über, in dessen Familie es sich noch heute befindet. Das Gut wird als moderner Ackerbaubetrieb bewirtschaftet. Zudem wird von hier aus ein mittelständischer Saatzuchtbetrieb geleitet, der auch international tätig ist.
Das massive zweigeschossige Herrenhaus mit einem sparsamen Mittelrisalit, das 1779 unter Friedrich Christian v. d. Wisch gebaut wurde, hat eine schöne Eingangshalle und einen Festsaal im Obergeschoss. Die Stuckarbeiten sind von den Brüdern Taddei ausgeführt. Es ist ein mittelalterlicher Keller mit Kreuzgratgewölben erhalten. Im Park kann man noch den Burghügel und Teile des Wassergrabens erkennen.

## Persönlichkeiten mit Geburtsort Lundsgaard
- Adolph Friedrich Lüders (1791–1831), deutsch-dänischer Mediziner